# Universe Sandbox
Universe Sandbox es un Videojuego y un Software educativo de simulador de gravedad de espacio aislado interactivo. Usando Universe Sandbox, los usuarios pueden ver los efectos de la gravedad en los objetos del universo y ejecutar simulaciones a escala del Sistema solar, varias galaxias u otras simulaciones, mientras que al mismo tiempo interactúan y mantienen el control sobre la Gravedad, el tiempo y otros objetos en el Universo, como lunas, planetas, asteroides, cometas y agujeros negros. El Universe Sandbox original solo estaba disponible para PC con Windows, pero se lanzó una versión actualizada para Windows, macOS y Linux en 2015.
Universe Sandbox fue diseñado por Dan Dixon, quien lanzó la primera versión en mayo de 2008. Dixon trabajó a tiempo completo en el proyecto desde 2010, fundando la empresa Giant Army al año siguiente. Desde entonces, ha contratado a ocho diseñadores adicionales para la empresa. En noviembre de 2018, el Universe Sandbox original pasó a llamarse Universe Sandbox Legacy.

## Simulaciones
Tanto simulaciones realistas como ficticias aparecen en Universe Sandbox, y cada área del espacio exterior se coloca de forma predeterminada o según las preferencias del jugador. Las simulaciones reales incluyen el Sistema Solar, que incluye los ocho planetas, cinco planetas menores, más de 160 lunas y cientos de asteroides; y predicciones de eventos futuros como la colisión de galaxias de Andrómeda y la Vía Láctea que ocurrirá en 3.8 a 4.5 mil millones de años. Durante el juego, el jugador puede ser presentado a las regiones que incluyen los 100 cuerpos más grandes del Sistema Solar, las 1000 estrellas más cercanas al Sol o las 70 galaxias más cercanas a la Vía Láctea. Se puede explorar una comparación visual del tamaño de las estrellas y planetas más grandes conocidos, y se pueden observar animaciones en tiempo real de eventos como el (99942) Apofis que pasaría cerca de la Tierra en el año 2029. Se pueden observar cometas chocando contra planetas, como la colisión del Shoemaker Levi 9 con Júpiter. El objeto transneptuniano 2008 KV42 con una órbita de Movimientos retrógrado y prógrado se puede ver en una simulación. Las lunas pueden converger en planetas y pueden afectar la atmósfera o los minerales del planeta. Los jugadores pueden ver la estrella 55 Cancri en la Constelación de Cáncer; pueden ver los cinco planetas conocidos del sistema. Las naves espaciales Pioneer y Voyager se pueden ver en sus encuentros con Júpiter, Saturno, Urano y Neptuno. Se pueden ver los puntos visuales de lagrange de la Tierra y la Luna, junto con la Galaxia y el sistema estelar. Se pueden encontrar las ubicaciones de los estallidos de Rayos gamma, que se encuentran en galaxias distantes. Las Supernova se muestran en tiempo real.

## Recepción
Duncan Geere de PC Gamer le dio un 84/100 y habló positivamente del juego, "Universe Sandbox no va a cambiar tu vida. No te hará llorar, y no se sentará en la parte superior de tu lista de los más reproducidos en Steam durante semanas. Pero si te gusta la idea de un orrery interactivo que puedas desarmar y armar de la forma que quieras, y estás feliz de alimentarlo con un poco de imaginación, es difícil para encontrar una mejor manera de gastar £ 6 ". Jules of Wired dijo en su reseña: "He visto algunos programas interactivos bastante maravillosos que le permiten a usted y a su familia explorar las vastas regiones del universo, pero nada tan fascinante como Universe Sandbox. [...] A diferencia de la mayoría de la astronomía software que solo le muestra cómo se ve el cielo o dónde están los planetas, Universe Sandbox es un poderoso simulador de gravedad

## Universe Sandbox
El equipo comenzó a trabajar en una reescritura completa de Universe Sandbox, originalmente titulado Universe Sandbox, en 2014. Algunas de las nuevas características incluyen atmósferas que se muestran en planetas, texturas dinámicas y generadas por procedimientos en estrellas y gigantes gaseosos, un sistema de colisión más realista y gráfico. , Gráficos 3D en modo gráfico, simulación de Evolución estelar,detalle de procedimiento en anillos / partículas, visualización de agujeros negros, simulación de objetos fluidos (como nubes de gas, nebulosas y Disco protoplanetarios, y colisiones planetarias) y mucho más. El equipo demostró muchas de estas características en la conferencia Unite 2012. El 15 de noviembre de 2018, se agregó la función para compartir simulaciones a través de Steam. Simulaciones como el Planeta X chocando contra la Tierra, Venus y Marte como los planetas fueron hace miles de millones de años son posibles. En diciembre de 2018, el nombre del juego pasó de Universe Sandbox a Universe Sandbox.